# Kaustyka
Kaustyka, powierzchnia kaustyczna (gr. καυστικός, ognisty) – hiperpowierzchnia będąca obwiednią wiązki promieni świetlnych rozchodzących się z ustalonego, punktowego źródła światła (lub w szczególności z punktu w nieskończoności, któremu odpowiada równoległa wiązka promieni), odbitych od innej hiperpowierzchni (mowa jest wtedy o kaustyce refleksyjnej lub katakaustyce) lub załamanych przez pewien układ optyczny (diakaustyka).

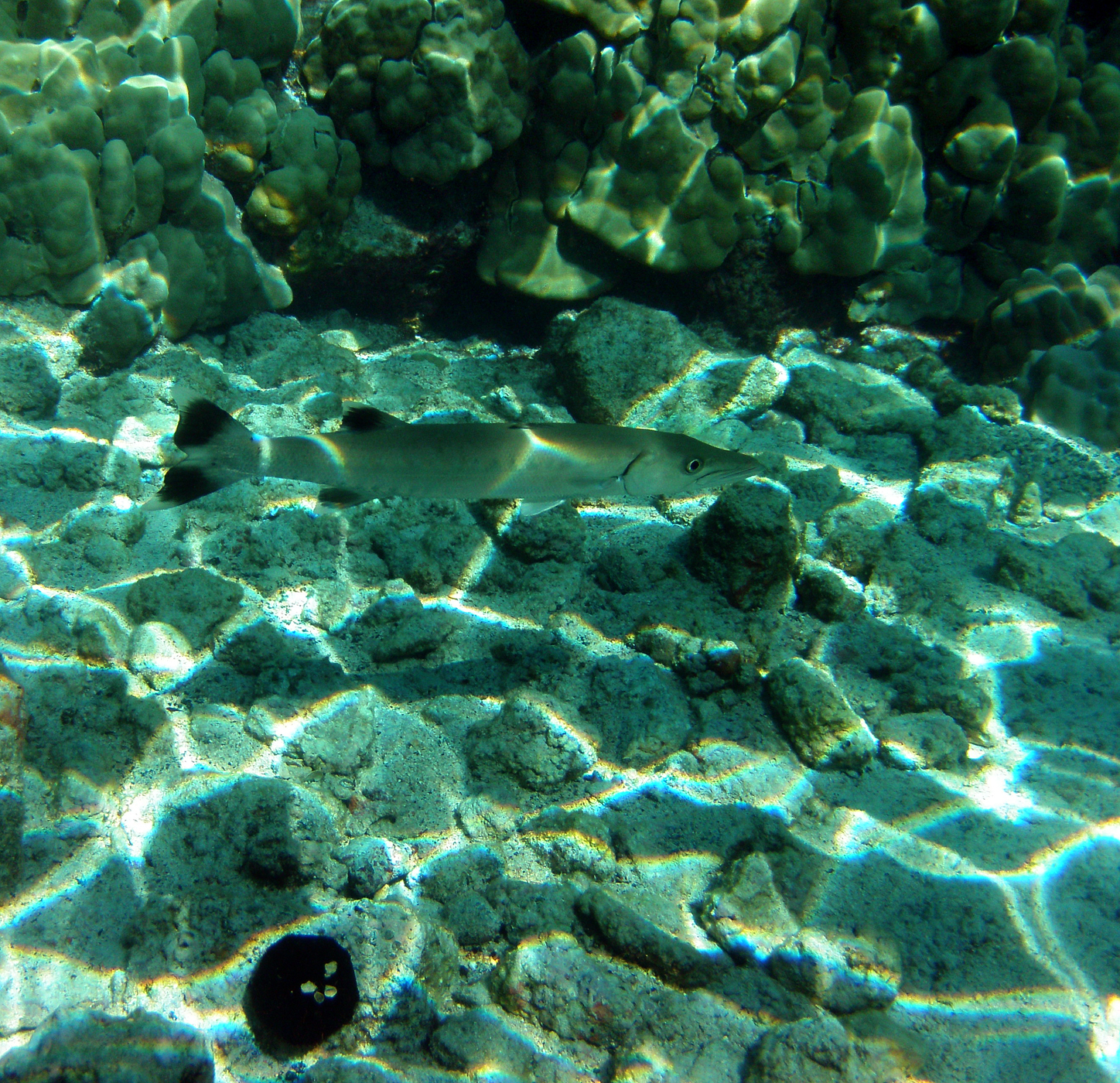
Kaustyki tworzone przez powierzchnię wody
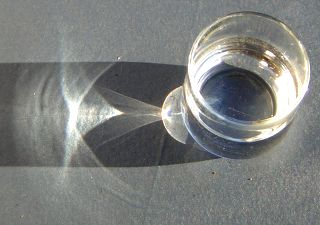
Kaustyki tworzone przez promienie załamane w szklance wody
Kaustyka dla półokręgu